# 2599 Veselí
2599 Veselí este un asteroid din centura principală, descoperit pe 29 septembrie 1980, de Zdeňka Vávrová.